# Элдред, Эрик
Эрик Элдред (англ. Eric Eldred; род. 1943) — американский издатель, основатель сайта Eldritch Press, на котором выкладываются произведения, перешедшие в общественное достояние, общественный активист. Известен прежде всего деятельностью, связанной с распространением произведений общественного достояния, а также своей борьбой за изменение законодательства в области авторского права.
Указывается как один из сооснователей Creative Commons.

## Eldritch Press
Идея создания некоммерческой электронной библиотеки пришла Элдреду в голову в 1995 г., после того как он попытался найти в сети «Алую букву» Н.Готорна для того, чтобы помочь своим дочкам в её изучении. Однако, качество найденных им материалов его не удовлетворило, и он решил выложить текст сам. Так, в 1995 г. был создан сайт Eldritch Press, на котором Элдред продолжил выкладывать произведения авторов, ставшие уже общественным достоянием.
Деятельность Элдреда была положительно оценена Обществом Натаниэля Готорна и Обществом Уильяма Хоуэллса.
В 1997 г. сайт Eldritch Press был назван Национальным гуманитарным фондом в числе 20 лучших гуманитарных сайтов.

## Процесс противЭшкрофта
В 1998 г. в США был принят «Закон о продлении срока охраны авторских прав» (англ. Sonny Bono Copyright Term Extension Act), увеличивший срок действия авторского права на 20 лет (с 50 до 70).
Для Эрика Элдреда, публикующего онлайн произведения, уже перешедшие в общественное достояние, это означало, что до 2019 г. он не может пополнять свою библиотеку книгами, выпущенными после 1923 г.
В январе 1999 г. им был подан иск в федеральный окружной суд Вашингтона, требуя признания закона Сонни Боно неконституционным. Этот иск как и последовавший за ним иск в апелляционный суд округа Колумбии были отклонены. Тем не менее, в 2002 г. Элдред подаёт иск в Верховный суд, который соглашается его рассмотреть. Интересы Элдреда на этом процессе представлял Лоуренс Лессиг, подробно описавший ход судебных разбирательств в своей книге «Свободная культура».
Для процесса были собраны заключения библиотечных ассоциаций, писателей, медиа-центров. Аргументация истцов была построена на том, что фактически 75-летний срок копирайта нарушает конституционную норму об ограниченном сроке исключительных прав, которыми Конгресс может наделить автора. Процесс был проигран. В январе 2003 г. Верховным судом было вынесено решение о том, что увеличение срока действия авторского права не является превышением полномочий Конгресса и не нарушает Конституцию. Сам Элдред считает, что несмотря на проигрыш, инициаторам процесса удалось достичь положительных результатов — аргументы, приводимые на процессе о незаконности действий Конгресса, оказали влияние на общественное мнение, в том числе и мнение юристов.
Дело Элдреда во многом послужило толчком к созданию Creative Commons. Ещё на первом этапе процесса Лессигом, Зиттрейном и Элдредом был разработан проект, превратившийся в конечном итоге в Creative Commons.

## Прочая деятельность
В 2004 г. в честь 150-летия книги «Уолден, или Жизнь в лесу» Генри Торо Элдредом была организована акция по распространению бесплатных копий книги на берегу Уолденского пруда. Акция была свернута из-за негативной реакции работников заповедника, посчитавших, что это негативно отразится на продажах магазинов на его территории.
Также Элдредом организован проект, в рамках которого он на своём букмобиле (автофургоне, оснащенном спутниковым интернетом, лазерным принтером и необходимым оборудованием для переплета книг) посещает школы, библиотеки и специальные мероприятия и обучает людей тому, как самостоятельно напечатать книгу, тем самым, поощряя использование открытых источников, на которых выкладываются произведения, перешедшие в общественное достояние.